# Golfingiiformes
Golfingiiformes là một bộ sá sùng.

## Các họ
Nó chứa các họ sau:
- Golfingiidae[2][3]
- Phascolionidae[4]
- Themistidae[5]